# Рывкин, Евгений Семёнович
Евгений Семёнович Рывкин (род. 7 сентября 1967, Харьков) — украинский тренер по мини-футболу. Заслуженный тренер Украины. Возглавляет харьковский МФК «Локомотив» и сборную Украины.

## Биография
В сентябре 1991 года возобновило работу отделение футбола ДФСК «Локомотив» южной железной дороги. Были созданы две группы юношей 1981—1982 и 1987—1988 годов рождения по подготовке футболистов, которыми назначили руководить Евгения Рывкина. Под руководством специалиста юношеские команды «Локомотива» становились победителями и призёрами различных международных турниров. Команда юношей 1981 года рождения стала обладателем первого Кубка Украины по мини-футболу, а команда юношей 1987 года рождения — трижды становилась победителем юношеских первенств Украины. В сезоне 2005/06 харьковский «Локомотив» заявился в первую лигу чемпионата Украины по мини-футболу. В следующем сезоне завоевал право выступать в высшей лиге национального чемпионата. В финале Кубка Украины, который проходил в Донецке, «Локомотив» со счётом 2:0 был обыгран местный «Шахтёр».
Летом 2012 года Евгений Рывкин возглавил студенческую сборную Украины, которая была составлена только из игроков «Локомотива». На чемпионате мира в Португалии они выиграли золотые медали. После отставки Геннадия Лисенчука был назначен главным тренером национальной команды.

## Достижения
- Чемпион Украины среди юношей: 2001, 2002, 2003
- Обладатель Кубка Украины среди юношей: 1998, 2000
- Чемпион Украины: 2013
- Обладатель Кубка Украины: 2009
- Чемпион мира среди студентов: 2012